# 평창올림픽스타디움
평창올림픽스타디움(平昌올림픽스타디움, Pyeongchang Olympic Stadium)은 대한민국 강원특별자치도 평창군에 있었던 스포츠 시설이다. 2018년 동계 올림픽과 2018년 동계 패럴림픽의 주 경기장으로 사용되었고, 개막식 행사와 폐막식 행사가 열렸다.
2018년 동계 올림픽 개·폐막식은 당초 알펜시아 스키점프 경기장에서 열기로 했으나 개·폐막식에 참석할 5만여 명 가까운 국내외 참가선수와 관람객을 수용하기 어렵다는 IOC(국제올림픽위원회)측의 평가에 따라 대관령전지훈련장 부지에 3만 5,000석을 수용할 수 있는 경기장과 이에 따른 올림픽 플라자를 조성키로 했다. 그리고 펜타곤처럼 오각형으로 디자인 되었으며, 개·폐회식장인 올림픽 플라자와 시상식을 거행하는 메달 플라자로 구성되었다. 3만 5000석의 관중석과 7층 규모의 본관동 건물로 구성되었다.
스타디움 건설에는 635억 원이 사용되었다. 이 곳에 95개국 6,500여 명의 선수, 임원과 3만 5,000명의 관중이 모였다. 2018년 동계 올림픽과 2018년 동계 패럴림픽이 종료된 후 철거되었다. 철거에 305억 원이 사용되었고, 감리비도 228억 원이 사용되었다. 철거된 자리는 대관령고원전지훈련장으로 복구되었으며, 스타디움의 한 쪽 스탠드는 그대로 남겨두어 현재 2018 평창기념재단의 사무실, 그리고 2018 평창동계올림픽대회 및 동계패럴림픽대회 기념관으로 사용되고 있다.

## 추위 문제
올림픽 개최 당시, 건물이 지붕과 외벽이 없는 구조여서 강풍에 속수무책인 것으로 드러나 논란이 되었다. 개회식 입장권은 등급에 따라 22만원에서 150만원까지였으며, 관중들은 비싼 돈을 내고도 3~4시간 이상 추위에 노출된다는 점에서 비판받았다. 기상청 자료에 의하면 올림픽 스타디움이 위치한 대관령면의 최근 10년간 2월 평균기온은 영하 4.5도였으며, 체감기온은 영하 10도 정도였다. 이에 평창 올림픽 조직위원회는 외부에 투명 방풍막을 설치하고 관중에게 무릎담요와 핫팩을 지급한다. 또 히터 40개와 난방 쉼터 18곳을 마련하며, 의무실 5곳과 응급의료인력 165명을 배치한다는 계획이다.
그러나 강원지방기상청에 따르면 평창올림픽 개막일(9일)의 밤 기온은 영하 10 ~ 12도가 될 것으로 관측하였다.  특히 개회식 시작부터 끝나는 시간까지 기온은 곤두박질할 것으로 전망했다. 2018년 2월 1일 경기장의 온도를 시간별로 측정한 결과, 오후 7시 기온은 영하 7.5도였고 체감온도는 영하 11.1도였다. 본 행사가 시작되는 오후 8시에는 영하 8.9도까지 내려갔고 오후 9시에는 영하 10.4도까지 떨어졌다. 집으로 귀가할 오후 10시에는 영하 12.1도까지 곤두박질했다. 또한 해당 경기장의 지역인 대관령의 특성상 강한 칼바람이 부는데, 이에 살갗이 노출되면 1분도 버티지 못한다는 관측이 제기됐다. 제대로 된 방한복과 방한화 등을 갖춰 입지 않아 칼바람에 노출되면 저체온증과 동상 등의 한랭질환의 위험성에 노출된다. 경기장 가장자리에 방풍막을 설치하였지만, 관람객이 4~5시간 동안 앉아 있을 관람석 위쪽은 여전히 지붕이 없이 뻥 뚫려 있고 좌우측과 앞쪽에서 들이닥칠 칼바람을 막아낼 어떤 장치도 없다. 히터 40개와 난방 쉼터 18곳을 갖춘다고 하지만 관람석이 좁게 지어져 자칫 자리 이동이 잦을 경우 관람객의 개막식 관람을 방해하게 되면서 불필요한 신체 접촉이 발생할 가능성이 있어보인다. 이로 인해 "동계올림픽 역사상 가장 추운 개막식"이 될 것이라는 우려가 있었으나 평년 수준 기온으로 정상적으로 치러졌다.

## 참고 문헌
- 〈평창올림픽스타디움〉. 《두피디아》. 두산.

## 같이 보기
- 대관령전지훈련장
- 대관령고원전지훈련장
- 테아트르 데 세레모니 (Théâtre des Cérémonies) - 1992년 알베르빌 동계올림픽의 메인 스타디움으로, 평창 올림픽 스타디움과 비슷하게 가건물로 세워진 뒤 철거되었다.